# In Association
In Association è un extended play del rapper statunitense Saint Jhn, pubblicato il 25 dicembre 2010

## Tracce
1. Hands – 1:44
2. Hard On Da Paint – 3:39
3. Perfect – 2:35
4. The World Belongs To Me – 3:10
5. Hustler 2.2 – 3:50
6. Good Morning, Forever – 4:11
7. Welcome to Real Life – 3:22
8. The Brook – 3:18
9. Blow Them Away – 2:25
10. Ticker Tape Parade – 4:32
11. Lights In The Air – 5:34
12. Building My Empire – 3:11
13. Who Else But Me – 3:19
14. Flights Up – 4:39